# Play (bài hát của Jennifer Lopez)
"Play" (tạm dịch: "Bật") là đĩa đơn thứ hai trích từ album phòng thu thứ hai của ca sĩ người Mỹ Jennifer Lopez, J.Lo. Ca sĩ Christina Milian đã từng biểu diễn ca khúc trước khi Lopez khởi nghiệp và đồng thời cũng xuất hiện trong phần điệp khúc của bài hát. Dù vậy, cô không hề xác nhận hay từ chối thông này, nhưng Milian sau đó vẫn được liệt kê trong tập sách của album với vai trò là người hát phụ trong điệp khúc.
Đây trở thành một ca khúc thành công nữa của Lopez, leo lên vị trí 18 trên bảng xếp hạng Billboard Hot 100 và thứ 2 trên bảng Hot Dance Club Play.
Năm 2004, nhóm nhạc Hàn Quốc Baby V.O.X. đã trình bài lại ca khúc "Play" với ngôn ngữ của mình và tiếng Anh trong album cuối cùng của mình Ride West, cùng giọng ca của Christina Milian.

## Đánh giá chuyên môn
Sal Cinquemani từ Slant Magazine cho rằng ca khúc rất "sôi động", trong khi Jake Barnes của Yahoo! Music cho rằng bài hát nghe như "bắt chước Prince".

## Video ca nhạc
Video được Francis Lawrence đạo diễn, xoay quanh về chuyến bay trên một máy bay hiện đại.
Video bắt đầu với cảnh một Lopez thời trang và cùng các hành khách khác bước lên chuyến bay của mình. Tiếp theo là cảnh Lopez nghe nhạc, hát với tai nghe trong khi đang ngồi và thư giãn. Những cảnh khác chủ yếu chiếu phần ngoài của máy bay.
Lopez và những người bạn đã lên một tầng mới (mô phỏng), nhìn tương tự như hộp đêm của máy bay với những vũ công ở khắp các góc phòng. Tại đây, cô bước vào bằng hai chiếc cửa trượt, cùng kiểu tóc và trang phục hoàn toàn khác biệt. Một cảnh quay khác được quay là phần trình diễn vũ đạo của Lopez với những vũ công ở nền sau. Đồng thời có nhiều cảnh quay khác khi cô trong một căn phòng vàng và một phòng màu xanh dương, nơi cô mặc một bộ trang phục ngắn. Sau đó, Lopez đã hỏi một người chỉnh nhạc (người lấy hình đại diện là một con mắt) rằng hãy chơi bài hát mà cô yêu thích (tương như lời bài hát). Cảnh cuối cùng đó chính là chiếc máy bay đi về phía chân trời.
Ngoài việc đóng các cảnh phim, những hiệu ứng đồ họa trong video phải mất 6 tuần để hoàn thành và sản xuất.
Khi được phát sóng trên truyền hình, đoạn đầu đã được cắt gọn hơn.

## Danh sách ca khúc
Đĩa CD số 1
1. "Play" (Bản chỉ của đài phát thanh)
2. "Play" (Full Intention Mix Radio)
3. "Play" (Artful Dodger Mix) (Main Mix Radio)
4. "Play" (Thunderpuss Club Mix)
5. "Play" (The Genie Mix)
6. "Love Don't Cost a Thing" (Main Rap #1 cùng Puffy)

Đĩa CD số 2
1. "Play"
2. "Play" (Full Intention Mix Radio)
3. "Love Don't Cost a Thing" (Main Rap #1 cùng Puffy)
4. "Play" (Video)